# Fairfield County, Ohio
Fairfield County är ett administrativt område i delstaten Ohio, USA, med 146 156 invånare. Den administrativa huvudorten (county seat) är Lancaster.

## Geografi
Enligt United States Census Bureau har countyt en total area på 1 317 km². 1 308 km² av den arean är land och 9 km² är vatten.

### Angränsande countyn
- Licking County - nord
- Perry County - öst
- Hocking County - syd
- Pickaway County - sydväst
- Franklin County - nordväst

### Orter
- Lancaster
- Reynoldsburg (delvis i Franklin County och Licking County)